# Wahlbenachrichtigung

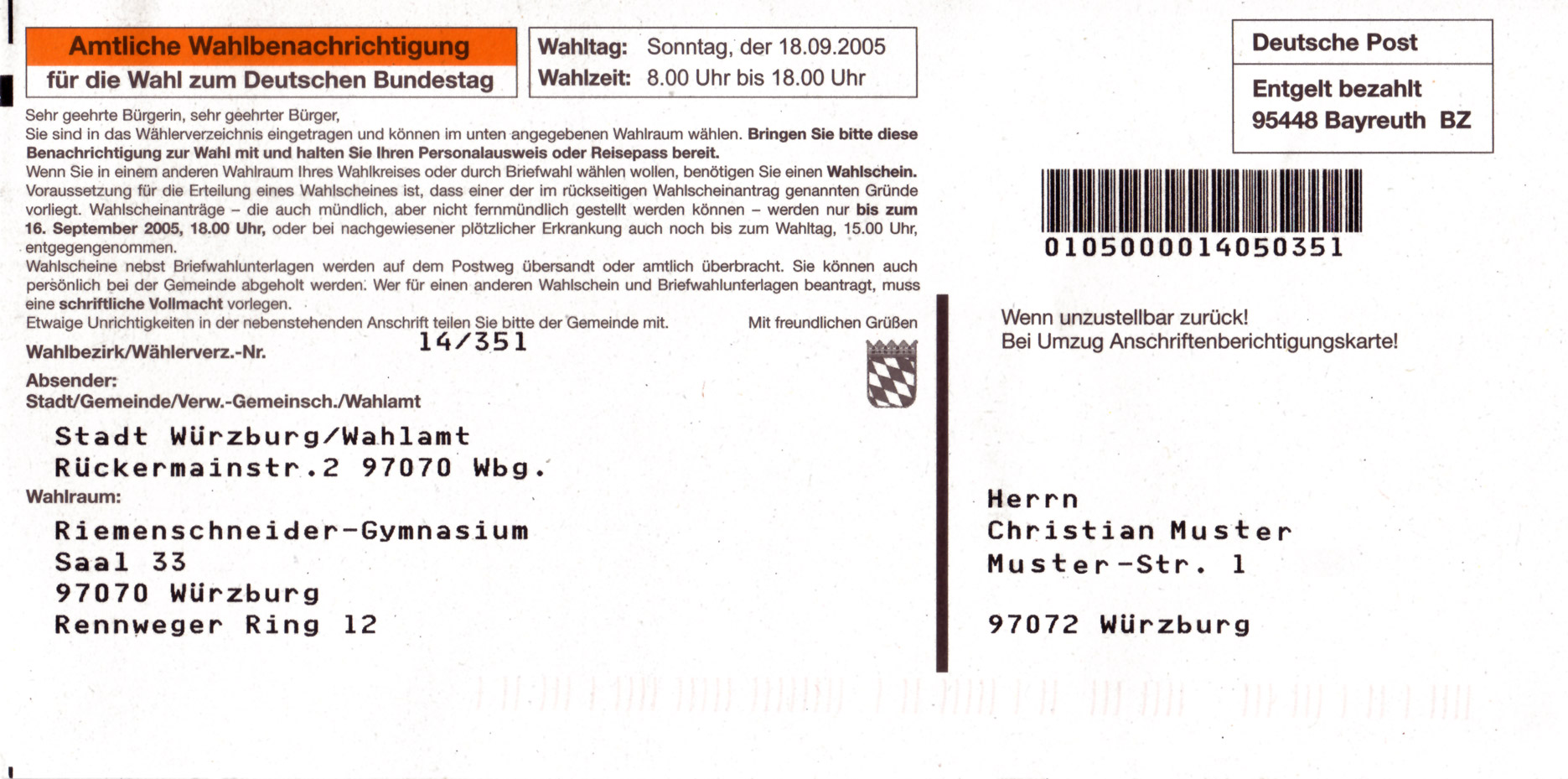
Muster einer Wahlbenachrichtigung

Die Wahlbenachrichtigung ist die amtliche Benachrichtigung des Wählers über Wahltermin und -lokal. 
Rechtzeitig vor politischen Wahlen soll jeder Wahlberechtigte per Post eine Wahlbenachrichtigung erhalten. Auf dieser ist das Datum (in Deutschland immer ein Sonntag oder ein gesetzlicher Feiertag) der Wahl, der Wahlbezirk und die laufende Nummer im  Wählerverzeichnis angegeben sowie der Ort, an dem sich das zuständige Wahllokal befindet.
Erhält man als Wahlberechtigter keine Wahlbenachrichtigung, sollte man im Wählerverzeichnis prüfen, ob man eingetragen ist und, falls nicht, Widerspruch einlegen. Nach einer Prüfung des Widerspruchs wird man ggf. nachträglich aufgenommen. Meistens dient die Rückseite der Wahlbenachrichtigung auch als Formular, mit dem man Briefwahlunterlagen anfordern kann.
Der Ablauf im Wahllokal wird dadurch beschleunigt, dass man die Wahlbenachrichtigung mitbringt. So wird direkt bei der Aushändigung der Stimmzettel geprüft, ob man im richtigen Wahllokal für den entsprechenden Wahlbezirk eingetroffen ist; bei der Stimmabgabe wird man schneller im Wählerverzeichnis gefunden. Notwendig ist das Mitbringen der Wahlbenachrichtigung zur Stimmabgabe jedoch nicht, zumal die Benachrichtigung nicht die alleinige Berechtigung darstellt. Man muss einen gültigen Ausweis mit sich führen, um seine Identität nachweisen zu können; oftmals gibt sich der Wahlvorstand aber schon mit dem Vorzeigen der Wahlbenachrichtigung zufrieden.
Die Wahlbenachrichtigung darf nicht mit dem Wahlschein verwechselt werden.